# Piper humistratum
Piper humistratum là một loài thực vật có hoa trong họ Hồ tiêu. Loài này được Görts & K.U. Kramer miêu tả khoa học đầu tiên năm 1966.